# Mario Raskin
Mario Raskin, né en 1952, est un claveciniste français d'origine argentine.

## Biographie
Natif de Buenos Aires où il fit ses études au Conservatoire National, y contracte très jeune la passion du clavecin. Remarqué par Rafael Puyana lors d'une de ses tournées, il le rejoint en Europe jusqu'à Paris. Il découvre le talent de Scott Ross à Bruges, et le rejoint à l'Université Laval de Québec, où il obtient une Maîtrise en interprétation sous sa direction. Aujourd'hui, Mario Raskin est un interprète à part dans le monde du clavecin. En 2006, il donne des masterclass à Skopje.
Pionnier dans bien des domaines, il a créé des œuvres contemporaines originales avec son compatriote et ami Oscar Milani dont les transcriptions pour deux clavecins d'œuvres d'Astor Piazzolla, mais aussi dans le répertoire baroque avec ses transcriptions exclusives d'œuvres de Jean-Sébastien Bach, comme le 6e concerto brandebourgeois, des suites pour orchestre.
La presse internationale a toujours accueilli ses créations discographiques avec enthousiasme depuis les pièces pour vielle à roue et clavecin de Nicolas Chédeville (avec Françoise Bois-Poteur à la vielle à roue) en passant par l'œuvre de Jacques Duphly et d'Antoine Forqueray, du padre Antonio Soler, de Joseph Nicolas Pancrace Royer et Josse Boutmy, ainsi que les "désormais classiques" tangos d'Astor Piazzolla interprétés à deux clavecins avec son compatriote et ami de toujours Oscar Milani dans une transcription originale.
Il publie en 2014 deux volumes de sonates de Domenico Scarlatti sous le label Pierre Verany, en 2015 des œuvres du compositeur argentin du XXe siècle Carlos Guastavino en compagnie de la soprano Barbara Kusa et en 2016 l'intégrale de sonates de Jean-Sébastien Bach toujours chez Pierre Verany, en compagnie de la violoniste Sharman Plesner. En 2021, il publie sous le même label l'intégrale des 15 sonates du premier cycle des œuvres pour clavecin de Sebastian De Albero, en 2024, il publie chez le même éditeur l'intégrale des 15 sonates du second cycle, achevant ainsi l'intégrale des 30 sonates de Sebastian de Albero..
De 1989 à 2018, il enseigne son instrument à l'école municipale des arts de Joinville-le-Pont et au conservatoire à rayonnement communal Olivier Messiaen de Champigny-sur-Marne.